# Rodolpho Galvão
Rodolpho Galvão (Paraíba, 30 de março de 1860 – 11 de setembro de 1906) foi um médico brasileiro.
Doutorado pela Faculdade de Medicina do Rio de Janeiro em 1886, defendendo a tese “Concepções Delirantes e seu Valor Diagnóstico”. Foi eleito membro da Academia Nacional de Medicina em 1901, com o número acadêmico 247, tomando posse em 28 de setembro de 1905, na presidência de Antônio Augusto de Azevedo Sodré.